# Valle San Giovanni
Valle San Giovanni es una pedanía de la ciudad de Teramo en Italia. Está situada en el término municipal de Teramo, en la Provincia de Teramo, Región de Abruzos.

## Contexto
- Se encuentra a unos 25 km del mar Adriático
- Muchos de los ciudadanos de Valle San Giovanni emigraron a Nuevo-Jersey o a Montreal.
- Gentilicio: los residentes de Valle San Giovanni se llaman "Vallarolli".
- Aproximadamente 350 personas viven en esta pequeña aldea